# Дитрих I фон Мандершайд
Дитрих I фон Мандершайд (на немски: Dietrich I. von Manderscheid; * пр. 1381; † 1426) е благородник от род Мандершайд.

## Произход
Той е син на Вилхелм VII „Млади“ фон Мандершайд († ок. 1386) и съпругата му Луция фон Нойенар. Внук е на Вилхелм Стари фон Мандершайд († сл. 1367) и Йоханета фон Бланкенхайм († сл. 1358), дъщеря на Герхард V фон Бланкенхайм († 1309) и Ирмезинда от Люксембург († сл. 1308). Брат е на Вилхелм фон Мандершайд († 15 май 1415).
Дитрих I е дядо на Улрих фон Мандершайд († ок. 1436), архиепископ и курфюрст на Трир (1430 – 1436).

## Фамилия
Дитрих I се жени на 2 октомври 1391 г. за Елизабет фом Щайн († 19 юни 1403, погребана в Химерод), вдовица на Дитрих фон Еренберг († сл. 1379), дъщеря на рицар Тилман фом Щайн († ок. 1377/1380) и Жанета фон Родемахерн († 1357/1363/1398). Те имат децата:
- Дитрих II фон Мандершайд († 10 ноември 1469), граф на Мандершайд, господар на Даун, женен пр. 1421 г. за Ирмгард фон Даун († 4 април 1456), дъщеря на Дитрих V фон Даун цу Брух
- Вилхелм фон Мандершайд († 17 март 1456), господар на Кайл и Вартенщайн, женен на 12 януари 1430 г. за Хилдегард фон Зирк († сл. 1481)
- Герхард фон Мандершайд (* пр. 1427; † 30 септември 1434, Кьолн)
- Йохан фон Мандершайд (* пр. 1400; † сл. 1444)
- Хайнрих фон Мандершайд
- Улрих фон Мандершайд (* пр. 1400; † 18 октомври 1438), господар на Мандершайд, женен за Несе фон Аренсберг
- Дитрих фон Мандершайд († 1456)